# Krypflokor
Krypflokor (Helosciadium) är ett släkte i familjen flockblommiga växter. Det beskrevs av Wilhelm Daniel Joseph Koch 1824.

## Arter
Släktet omfattar sex arter i Europa, Afrika och Asien:
- Helosciadium bermejoi (L.Llorens) Popper & M.F.Watson
- Helosciadium crassipes W.D.J.Koch ex Rchb.
- Helosciadium inundatum (L.) W.D.J.Koch
- Helosciadium milfontinum Fern.Prieto, Pinto-Cruz, Nava & Cires
- Helosciadium nodiflorum (L.) W.D.J.Koch
- Helosciadium repens (Jacq.) W.D.J.Koch

Även två namngivna hybridarter existerar:
- Helosciadium × longipedunculatum (F.W.Schultz) Desjardins
- Helosciadium × moorei (Syme) Bab.